# Transports dans la Moselle

Les infrastructures de transport dans le département français de la Moselle sont assez denses, contribuant à la fois aux communications entre les centres urbains du deuxième département le plus peuplé du Grand Est et à ses connexions avec les autres départements et les pays voisins. Plusieurs dynamiques se combinent. En premier lieu, l'axe formé par la vallée de la Moselle, canalisée à grand gabarit, est parcourue par des axes ferroviaires et autoroutiers majeurs, reliant les deux premières agglomérations du département, Metz et Thionville, à Luxembourg au nord et Nancy et la vallée du Rhône au sud. Ces axes croisent aux alentours de Metz les infrastructures, plus récentes, reliant l'Île-de-France à Strasbourg. Enfin, les infrastructures et services reliant la Moselle au Luxembourg et à l'Allemagne se sont développés à partir de la fin du XXe siècle, en lien avec la construction européenne et le développement des échanges transfrontaliers.

## Transport routier

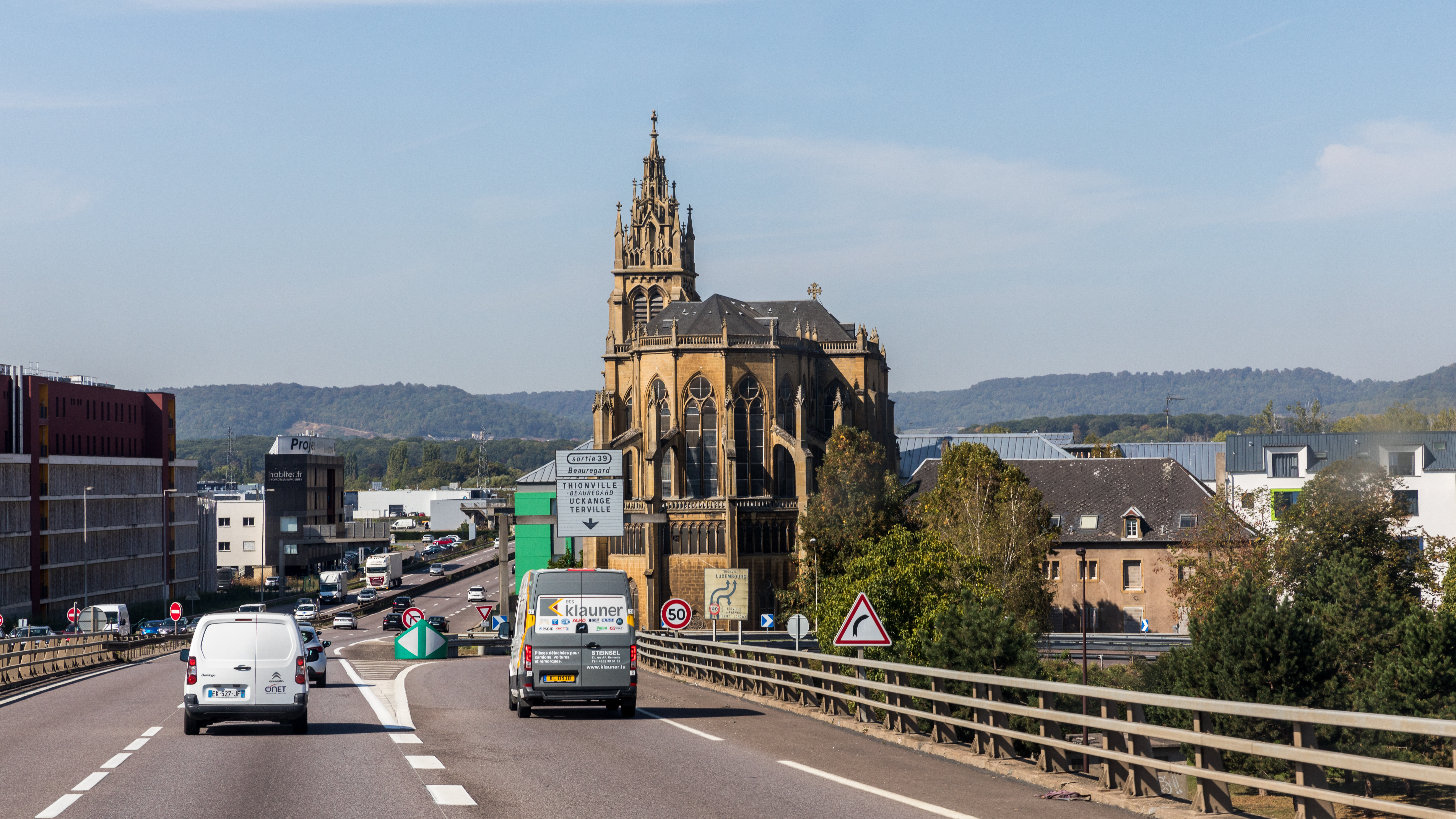
L'autoroute A31 au niveau de l'église Saint-Joseph de Beauregard, à Thionville.

### Infrastructures routières
Les deux axes autoroutiers majeurs du département sont l'autoroute A31, qui parcourt le sillon mosellan et le connecte au Luxembourg et à la vallée du Rhône, et l'autoroute A4, qui relie Paris à Strasbourg. La première, non concédée et gratuite, a été ouverte à partir des années 1960 : saturée par la combinaison de trafics locaux entre les agglomérations lorraines et internationaux entre Europe du Sud et Europe du Nord, elle a fait l'objet du plusieurs projets de doublement sous les noms d'A31 bis et d'A32. La seconde, concédée et payante (sauf au niveau de l'agglomération de Metz), date essentiellement des années 1970 ; son tracé a fait l'objet d'intenses débats, puisque le tracé le plus court entre Paris et Strasbourg passe par Nancy, préfecture de Meurthe-et-Moselle, ville d'importance équivalente et rivale de Metz.
À ces deux axes principaux s'ajoutent des axes plus secondaires : l'autoroute A30, à la vocation principalement urbaine au sein de la dense vallée de la Fensch, l'autoroute A320 qui relie l'A4 à Forbach et à l'Allemagne, ou encore la route nationale 4 qui permet la relation à 2x2 voies entre Nancy, Sarrebourg et Strasbourg.

### Transport collectif de voyageurs
La Moselle est desservi par le réseau régional de transport routier Fluo Grand Est, qui exploite un réseau dense de près d'une centaine de lignes régulières dans le département.

## Transport ferroviaire

### Historique

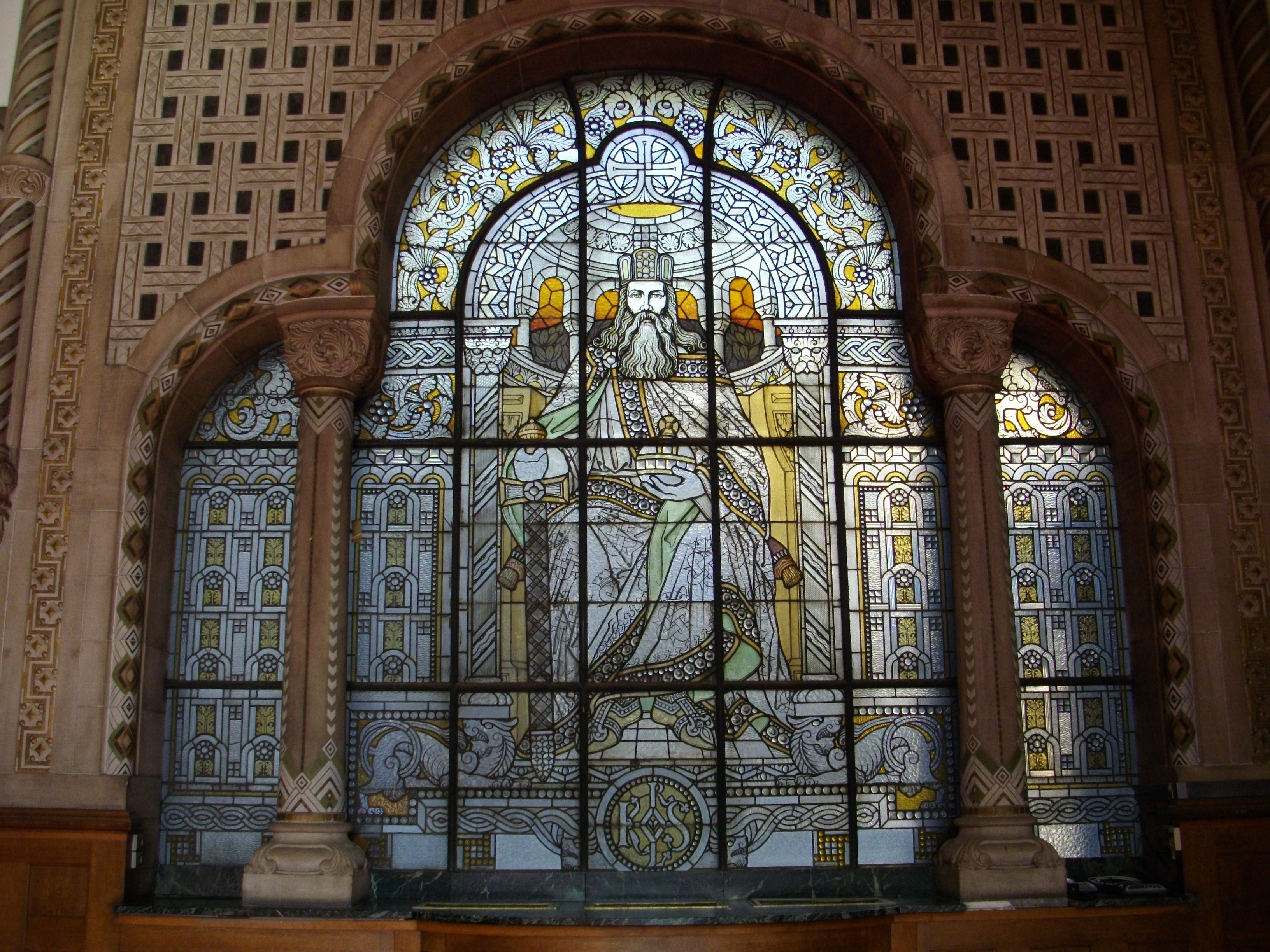
Vitrail représentant Charlemagne dans le salon d'honneur de la gare de Metz, monument construit pendant l'annexion allemande.

La ligne de Metz à Nancy, première liaison ferroviaire de l'actuel département de la Moselle, a ouvert en 1850 ; avec son prolongement vers Forbach et Sarrebruck  mis en service les deux années suivantes, elle forme l'embranchement (du chemin de fer de Paris à Strasbourg) sur Metz et la frontière de Prusse vers Saarbruck (Sarrebruck). Entre 1852 et 1870, des lignes ouvrent vers Thionville et Luxembourg, Sarreguemines et Bitche, Sarrebourg ou encore Dieuze.
Ce réseau d’intérêt général, développé par la Compagnie des chemins de fer de l'Est, est repris par la Direction générale impériale des chemins de fer d'Alsace-Lorraine lors de l'annexion de l'Alsace-Lorraine en 1871. Sous la domination allemande, le réseau est considérablement étendu, à la fois pour accompagner le développement des activités industrielles et minières et dans un objectif militaire. La gare primitive de Metz, en impasse, est remplacée en 1908 par une gare de passage monumentale. Avant la Première Guerre mondiale, Boulay-Moselle, Bouzonville, Creutzwald, Fontoy, Sarralbe, Sierck-les-Bains et Vigy sont atteintes par des lignes à double voie.
Rares sont toutefois les lignes qui franchissent la limite de la Meurthe-et-Moselle ; c'est pourquoi la plupart des nouvelles lignes ouvertes entre 1918 et 1939, après le retour de la Moselle à la France, traversent l'ancienne frontière, telles la ligne de Hagondange à Conflans-Jarny ou la mise à double voie de la ligne de Nancy à Château-Salins et Sarralbe. L'ouverture de la ligne de Lérouville à Metz-Ville en 1931 permet de raccourcir les trajets vers la capitale. Le réseau ferroviaire du département, à l'activité fret toujours intense, est l'un des premiers à voir apparaître la traction électrique en courant alternatif à fréquence standard, en 1955, sur la ligne de Mohon à Thionville ; en quelques années, la plupart des lignes du département sont électrifiées. Bien que la Moselle ait été touchée comme le reste du territoire français par de nombreuses fermetures de lignes à partir des années 1950, son réseau est resté conséquent, grâce à l'activité générée par une population nombreuse et à une activité industrielle qui reste élevée.
En 2007, l'ouverture de la LGV Est européenne met Metz à 1h23 de Paris, tandis qu'une gare nouvelle (Lorraine TGV) est ouverte dans la commune de Louvigny pour les TGV intersecteurs.
La Moselle a en revanche peu été desservie par des chemins de fer d’intérêt local, qui se limitèrent pour l'essentiel aux réseaux de tramway urbain des grandes villes (Metz, Thionville, Forbach), aux navettes reliant certaines villes à leur gare excentrée (Saint-Avold, Morhange) et aux lignes de Thionville à Mondorf-les-Bains et de Thionville à Fontoy.
| |
| Le réseau ferroviaire de la Meurthe et de la Moselle juste avant l'annexion allemande de l'Alsace-Moselle, en 1870. |

|                                                                                                  |
| Le réseau ferroviaire du département actuel à la veille de la Première Guerre mondiale, en 1913. |

|                                                            |
| Le réseau ferroviaire du département à son apogée en 1939. |

|                                               |
| Le réseau ferroviaire du département en 1980. |

|                                     |
| Le réseau ferroviaire de nos jours. |

| |
| Carte animée de l’évolution du réseau ferroviaire dans les actuels départements de Meurthe-et-Moselle et de la Moselle. |

### Situation actuelle

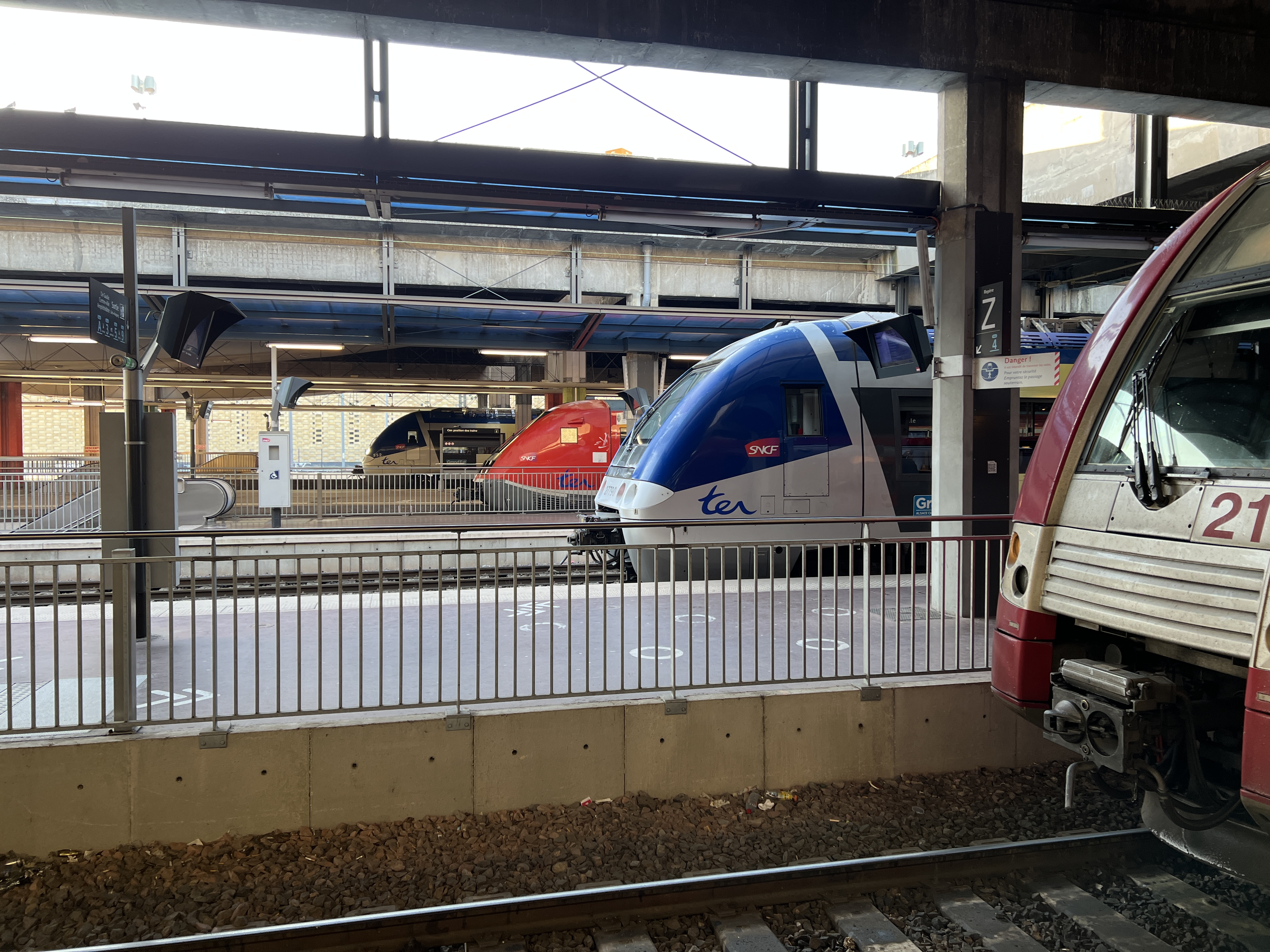
Trains en gare de Metz-Ville en 2022.

La principale gare de voyageurs est celle de Metz-Ville, avec une fréquentation annuelle de 7 600 000 voyageurs en 2019 ; viennent ensuite Thionville et Hagondange, avec respectivement 2,9 et 1 millions de voyageurs, puis Sarrebourg et Lorraine TGV, avec 700 000 et 600 000 voyageurs annuels.
Depuis son ouverture en 2007, la LGV Est européenne est la colonne vertébrale des liaisons ferroviaire de longue distance : Metz-Ville et Thionville sont desservies par des TGV inOui Paris-Luxembourg, Forbach est desservie par les TGV inOui et Intercity-Express Paris-Francfort, et Lorraine TGV est desservie par les TGV intersecteurs reliant Strasbourg à Lille, Rennes, Nantes et Bordeaux. Quelques Ouigo desservent également Metz.
Du côté des trains régionaux, le TER Grand Est (ou TER Fluo) dessert une soixantaine de gares et haltes dans le département. L'axe Nancy-Metz-Thionville-Luxembourg, qui avait fait l'objet de l'une des premières dessertes régionales conventionnées (en 1970 sous le nom de Métrolor), est particulièrement chargé : outre les trains régionaux (jusqu'à 6 trains par heure et par sens en hyper-pointe), des trains à grande vitesse et des trains de fret circulent sur cette ligne, ce qui explique que l'axe Pagny-sur-Moselle - Metz - Thionville soit l'une des plus longues sections à quatre voies du réseau français hors Île-de-France.
Des trains régionaux luxembourgeois et allemands desservent également la  Moselle : les Chemins de fer luxembourgeois (CFL) sont les seuls à desservir les gares mosellanes d'Audun-le-Tiche et Volmerange-les-Mines, et la gare de Sarreguemines est desservie par le tram-train allemand Saarbahn.

## Transport fluvial
La Moselle est canalisée à grand gabarit (classe V CEMT) sur toute sa traversée du département. En 2019, Metz et Thionville sont respectivement les 3e et 5e ports du Grand Est par le trafic ; Metz est également le 6e port fluvial de France.
L'est du département est également parcouru par le canal de la Marne au Rhin et le canal de la Sarre, mais ces canaux, au gabarit Freycinet (classe I CEMT), sont aujourd'hui principalement dédiés à la navigation de plaisance.

## Transport aérien
Depuis 1991, les agglomérations de Metz et Nancy possèdent un aéroport unique, Metz-Nancy-Lorraine, implanté dans le sud-ouest de la Moselle. Cet aéroport propose quelques destinations régulières notamment en Europe du Sud, mais sa fréquentation a baissé à la suite de l'ouverture de la LGV Est européenne.
Le département possède deux aérodromes, Sarrebourg - Buhl et Sarreguemines - Neunkirch ; l'aérodrome de Thionville - Yutz a fermé en 2011.

## Transports en commun urbains et périurbains

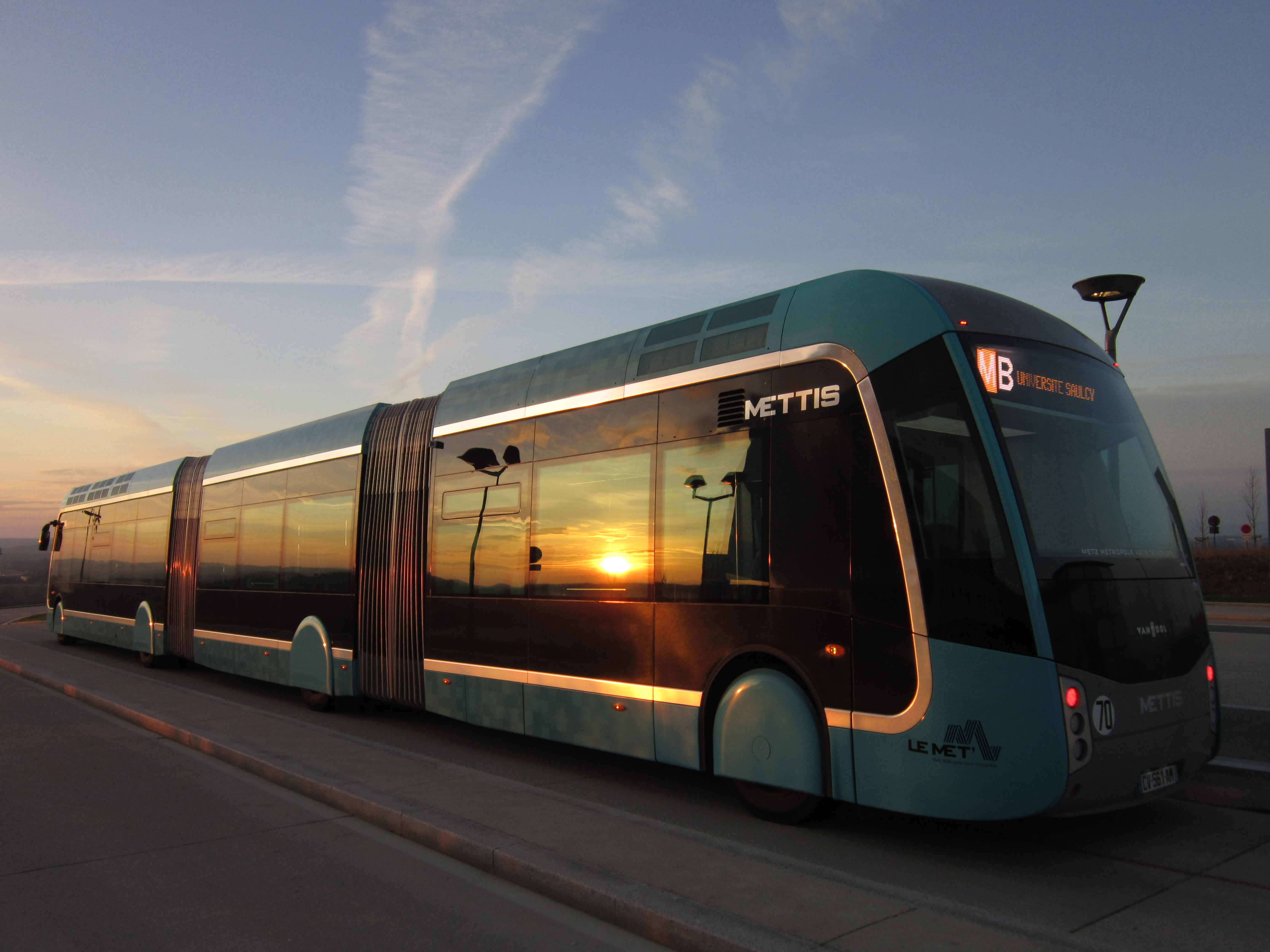
Un bus articulé Mettis sur le réseau de l'Eurométropole de Metz.

L'Eurométropole de Metz, le Syndicat mixte des transports urbains Thionville Fensch (qui regroupe 35 communes de 6 intercommunalités), la communauté d'agglomération de Forbach Porte de France, la communauté d'agglomération Saint-Avold Synergie, la communauté d'agglomération Sarreguemines Confluences et la communauté de communes de Sarrebourg - Moselle Sud sont autorités organisatrices de la mobilité sur leur territoire et organisent des services de transport dans leur ressort territorial. Si le réseau de Sarrebourg est assez restreint, les autres réseaux proposent au moins une dizaine de lignes régulières ou la demande. Metz est une des plus grandes villes de France à ne pas posséder un tramway, mais deux lignes de bus à haut niveau de service (BHNS) parcourent la préfecture de la Moselle sous le nom de Mettis. Deux lignes de BHNS sont également projetées par le SMITU Thionville Fensch.
La Moselle possédait plusieurs réseaux de tramway au début du XXe siècle : le tramway de Metz, le tramway de Thionville, le tramway de Forbach et le tramway de Saint-Avold ont disparu pendant la Seconde Guerre mondiale ou dans l'immédiat après-guerre, mais le tramway d'Hagondange, à l'usage industriel, a survécu jusqu'en 1964.

## Modes doux
Le département est traversé par plusieurs voies vertes, véloroutes et sentiers de grande randonnée.